# Кулонс (Кальвадос)
Куло́нс (фр. Coulonces) — коммуна во Франции, находится в регионе Нижняя Нормандия. Департамент коммуны — Кальвадос. Входит в состав кантона Вир. Округ коммуны — Вир.
Код INSEE коммуны — 14187.

## Население
Население коммуны на 2010 год составляло 733 человека.
| 1962 | 1968 | 1975 | 1982 | 1990 | 1999 | 2010 |
| ---- | ---- | ---- | ---- | ---- | ---- | ---- |
| 594  | 556  | 503  | 608  | 636  | 650  | 733  |

## Экономика
В 2010 году среди 471 человека трудоспособного возраста (15—64 лет) 369 были экономически активными, 102 — неактивными (показатель активности — 78,3 %, в 1999 году было 76,6 %). Из 369 активных жителей работали 347 человек (180 мужчин и 167 женщин), безработных было 22 (12 мужчин и 10 женщин). Среди 102 неактивных 46 человек были учениками или студентами, 45 — пенсионерами, 11 были неактивными по другим причинам.